# Église Santo Stefano de Reggio d'Émilie
L'église San Stefano (Saint-Étienne) est une église catholique située à Reggio d'Émilie en Italie. Elle est dédiée à saint Étienne et dépend du diocèse de Reggio d'Émilie-Guastalla.

## Histoire
L'église donne sur une petite place au bord de la via Emilia et a donné son nom au quartier situé autrefois aux portes de la ville, en dehors des remparts. L'église est mentionnée à la fin de l'année 1130 et devient trente ans plus tard possession des Templiers. Elle est englobée en 1208 dans la nouvelle enceinte de la ville. Lorsque les Templiers sont supprimés, elle passe dans les mains des chevaliers de Malte qui la gardent jusqu'en 1696, date à laquelle elle est acquise par les pères de Saint François de Paule. Ils la vendent en 1794 aux carmes chaussés ; mais quatre ans plus tard, les ordres religieux contemplatifs sont interdits et l'église ferme. Elle rouvre dix ans plus tard.
Entre 1926 et 1927, la voûte à croisée est transformée en voûte en berceau. En 1953, des colonnes à chapiteau roman sont retrouvées.

## Description
La façade de l'église se présente comme un portique avec des colonnes de pierre récemment renforcées. On peut remarquer à droite à l'intérieur un tableau d'autel de Carlo Cignani représentant Saint François de Paule. Une chapelle de gauche possède un tableau représentant La Décollation de saint Jean-Baptiste, attribué soit à Cignani, soit à Galeotti. Une troisième chapelle montre un tableau de Saint Jean l'Évangéliste et saint Étienne. Un tableau d'Alessandro Tiarini figure La Vierge montrant l'Enfant Jésus à saint Félix.

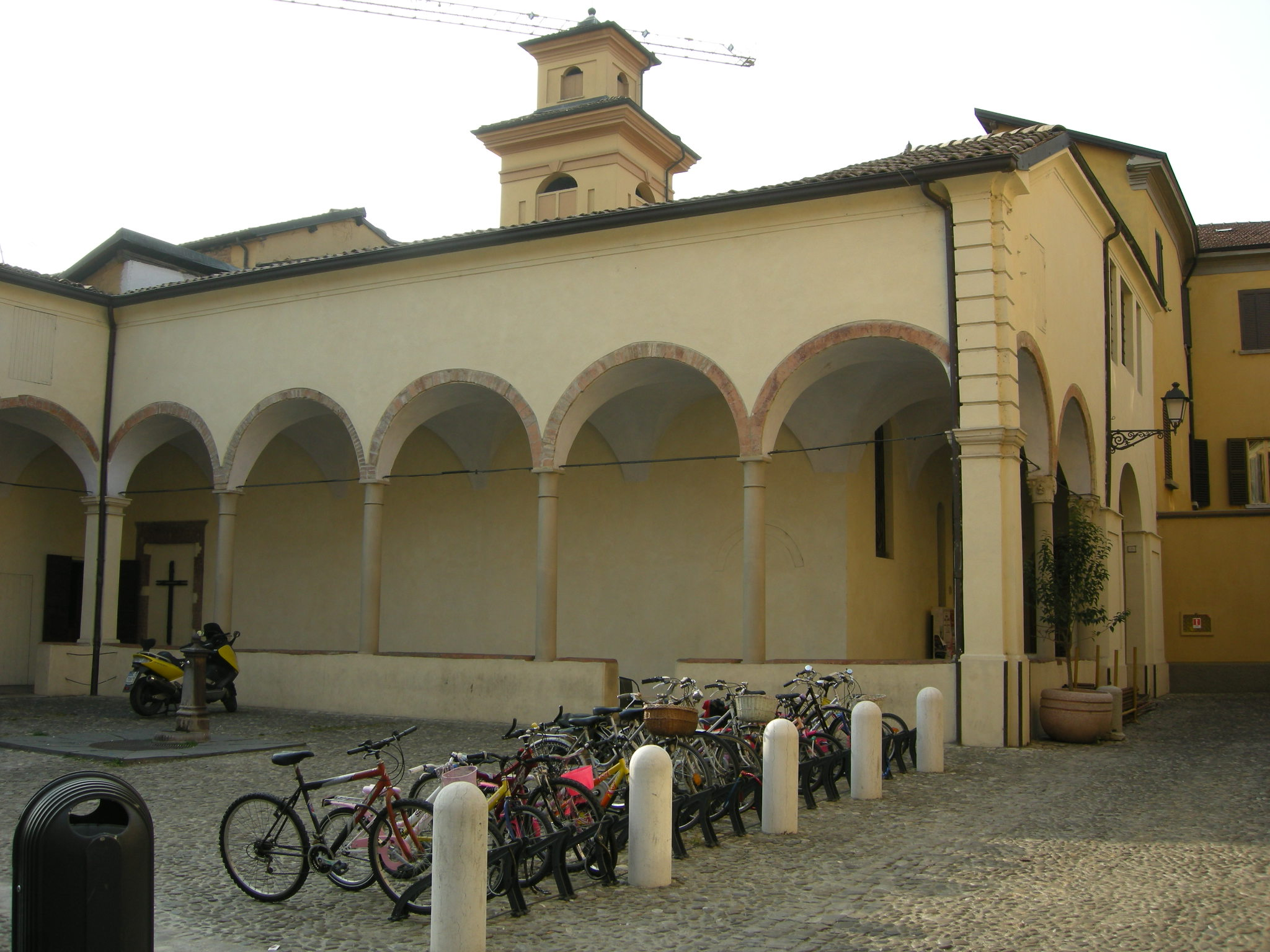
Portique de l'église.
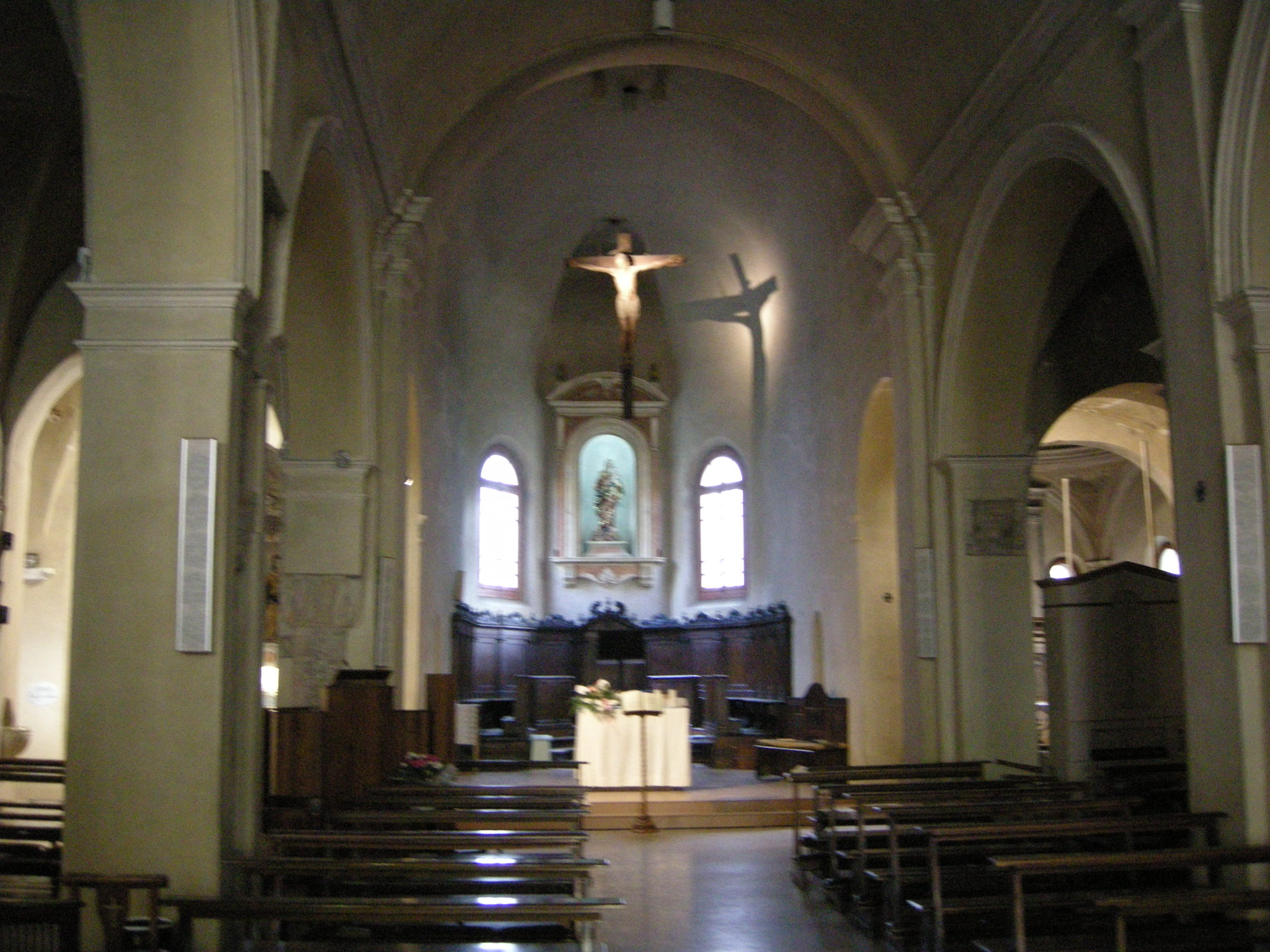
Intérieur de l'église.
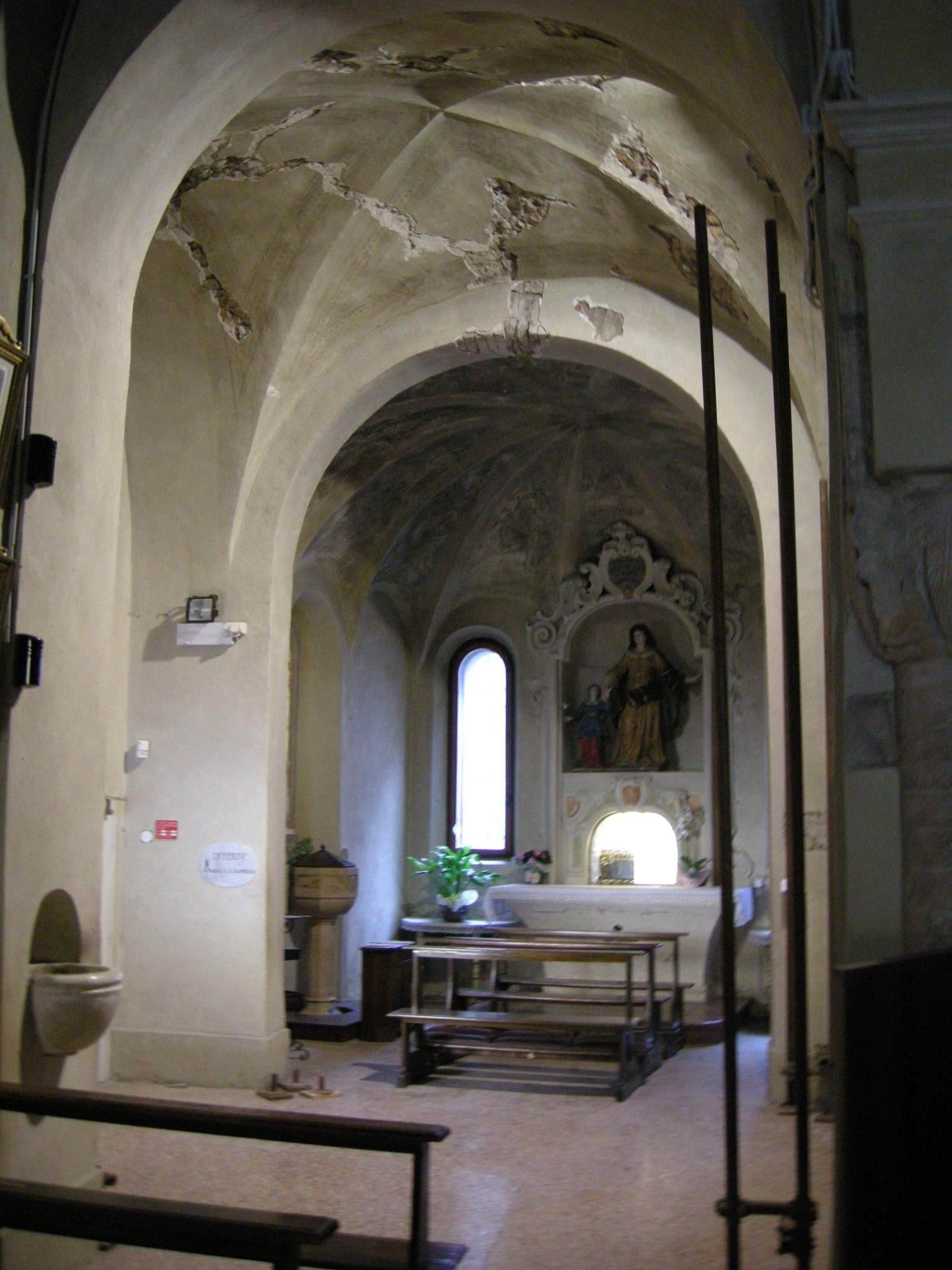
Chapelle de la Vierge.

## Source de la traduction
- (it) Cet article est partiellement ou en totalité issu de l’article de Wikipédia en italien intitulé « Chiesa di Santo Stefano (Reggio Emilia) » (voir la liste des auteurs).